# Ásítás

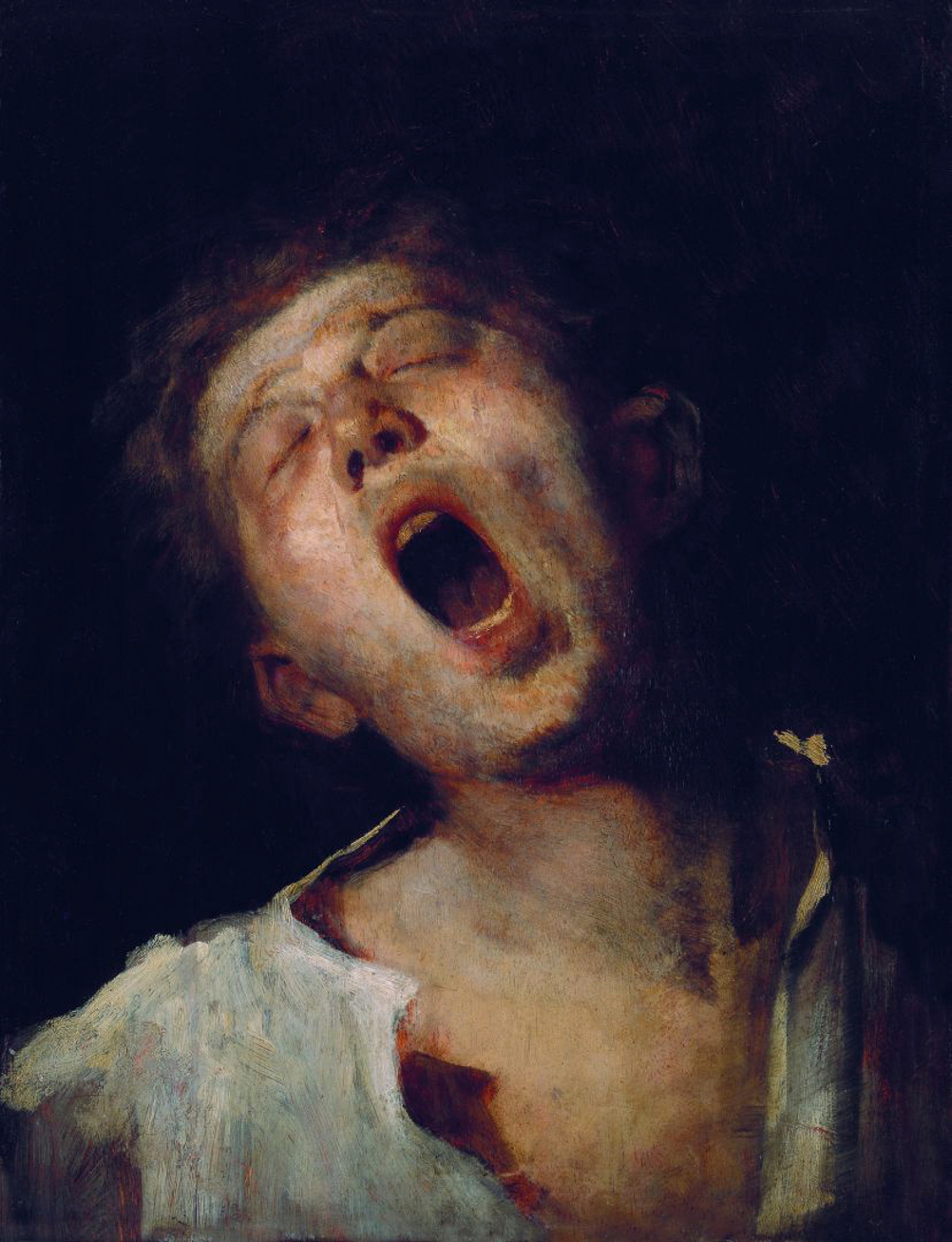
Munkácsy Mihály
Ásító inas (1869)

Az ásítás egy ősi reakció, ösztönös cselekvés, amely egyes állatoknál az udvarlásnál vagy a békülésnél, míg az embernél az álmosságtól vagy az unalomtól jelentkezik. Egyes tévhiedelmek szerint azért ásítunk, mert oxigénhiányunk van. Erre jó ellenpélda, hogy a baba is ásít az anyaméhben, holott nem is szájon át lélegzik. Az ásításhoz ún. neurotranszmitterre van szükség.

## Lehetséges okok
Az első állítás az, hogy az ásítás akkor következik be, hogyha valaki vérében megnövekedik a szén-dioxid tartalom és ezért oxigénre van szüksége (vagy szén-dioxid ürítésre), ami előidézhet ásítást. A kutatók ezen állítás igazságában Hippokratész óta hittek, de azóta kutatások bebizonyították, hogy ez helytelen vagy még legjobb esetben is hibás állítás. Az ásítás a normál belégzéssel összehasonlítva valójában kevesebb oxigént juttat a szervezetbe.

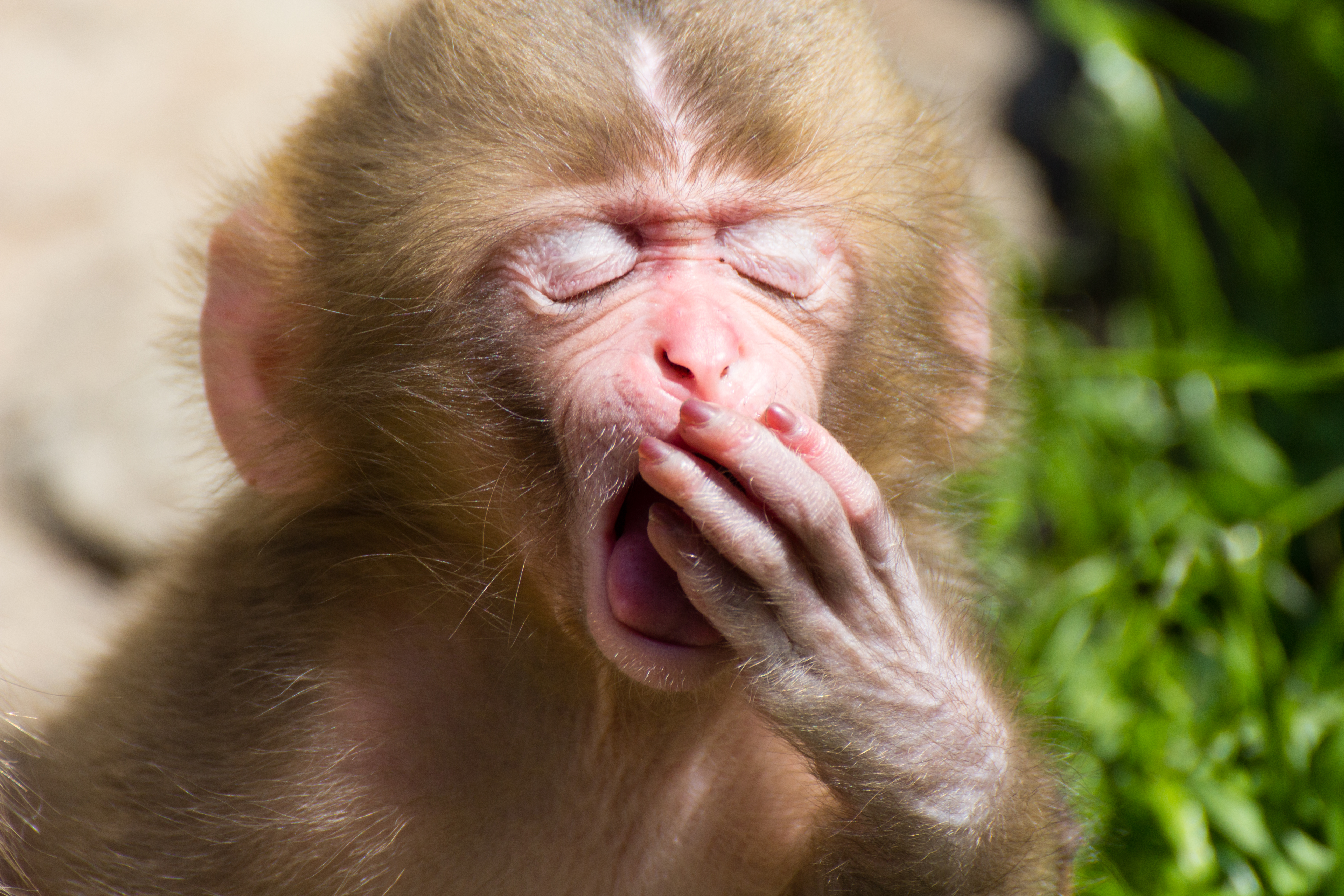
Ásító japán makákó

Másik feltételezett oka az ásításnak az egyén vágya izmainak kinyújtóztatására. Az ásítás sokszor összekapcsolódik a nyújtózás szükségével. Az állatoknak minden másodpercben készen kell állniuk, hogy akcióba lendülhessenek. Az izmok erre sokkal jobban képesek, hogyha kellően ki vannak lazulva; ezért is nyújtanak pl. az atléták edzés előtt. Figyelembe véve a megemelkedett oxigén mennyiséget, a testnek fenn kell tartani a fizikai aktivitást; a legjobb eredmény elérése érdekében szükséges a tüdő és a torok izmainak bemelegítése is. Ezért lehet az ásítás a test segítségére abban, hogy megőrizze a cselekvésre való állandó készenlétet. Erre vonatkozó kutatások állítják, hogy az ásítás, főleg a lélektani ragályos ásítás talán azért fejlődött ki, hogy az állatok egyes csoportjait készenlétben tartsa. Hogyha egy állat álmos vagy unatkozik, nem tud annyira felkészülni az esetleges riasztásra és rögtön reagálni. Ezért a ragályos ásítás lehet egy ösztönös reakció, az a jel, amit a „nyáj” egyik tagja használ a többiek éberen tartására. Az idegesség szintén a lehetséges okok közé sorolható. Más források azt állítják, hogy az ásítás segíthet a személy éberségének növelésében – megfigyelték, hogy az ejtőernyősök ásítanak az ugrás előtti pillanatokban.
Egy másik vélemény szerint az ásítást a test az agy hőmérsékletének szabályozására használja. Az eljárás, ami az agy lehűtésére szolgál, nagyban hasonlít arra, ahogyan a számítógépek ventilátorai működnek. 2007-ben a University of Albany kutatócsoportja azt az állítást tette, hogy az ásítás szükséges lehet az agy hidegen tartásához. Az emlősök agya egy szűk hőmérsékleti tartományban működik a leghatékonyabban. Kísérletek bemutatták, hogyha a vizsgált személyek egy lehűtött tárgyat tartottak a homlokukhoz, és szigorúan csak orron át lélegezhettek, akkor kevésbe voltak érzékenyek a ragályos ásításról nézett videókra. Másik hasonló újabb keletű feltevés, hogy az ásítás szerepet játszik a testhőmérséklet szabályozásában. Jared Guttmann és Celena Dopart (Worcester Polytechnic Institute) által végzett kísérletben kimutatták, hogyha a vizsgált személy fülébe füldugót helyeznek, és így ásít, akkor a vizsgált személy füle és a környezet között lévő légmozgás miatt szellő hallatszik. Guttman és Dopart úgy vélik, hogy az ásítás az alábbi három lehetséges ok egyike miatt következik be: az agy lehűl az oxigén be-vagy kiáramlásnak köszönhetően, az agyban lévő nyomás csökken az oxigén kilégzése miatt, vagy az agyban lévő nyomás növekszik a belélegzett levegő miatt.
Egy másik feltevés az, hogy az ásítást azonos vegyi anyagok (szerotonin, a dopamin, glutaminsav, és a nitrogén-monoxid) okozzák az agyban, mint amelyek felelősek az érzelmekért, hangulatért, étvágyért, és más jelenségekért.[forrás?] Amint a vegyületek többsége aktiválódik az agyban, az ásítás gyakorisága növekszik. Az is lehetséges, hogy az ásítás egy kevésbé erős területi reflex. Általában unalommal, érdeklődés hiányával párosul, az ásítás gyakran jelentkezik akkor, ha a vizsgált személy aggodalommal teli vagy veszélyes szituációval kénytelen szembe nézni. Ezért hogyha az egyik fél a területért folytatott harcban ásít a vetélytársa jelenlétében, a vetélytárs azonnal nem érzi fenyegetve magát a terület megszerzésében. Ez megfigyelhető a főemlősök és néhány macskaféle körében is.[forrás?]
Hogyha a végeredményt a lehetséges evolúciós előny szempontjából vizsgáljuk, akkor az ásítás lehet egyfajta csorda ösztön. Például elméletek állítják, hogy az ásítás csoportokban élő állatok körében a hangulat összehangolására szolgál, hasonlóan a farkasfalka üvöltéséhez. A fáradtságot jelzi a csoport többi tagja felé annak érdekében, hogy az alvási időszakok váltása összehangoltan folyjon.

## A ragályos ásítás
Az ásítás reflex ragályossága már rég megfigyelt jelenség, 1508-ban Erasmus írta le a következőt: “Egy ember ásítása ásításra készteti a másikat”, vagy a francia közmondásként elhíresült mondat “Un bon bâilleur en fait bâillier deux.” (“ Egy jó ásító két másikat kényszerít ásításra”) is ezt bizonyítja. Gyakran, hogyha egy ember ásít, akkor ez késztethet egy másik embert úgynevezett “együttérző” ásításra. Ásításra késztethet továbbá, hogyha figyeljük egy másik ember arcát, miközben az ásít (főleg a szemeit), vagy akár az ásításról olvasás, gondolkodás, vagy egy ásító ember képe is kiválthatja ezt a reflexet.
Egy 2007-es tanulmány kimutatta, hogy autista gyerekek kevésbé érzékenyek a ragályos ásításra (kevesebbszer ásítottak, miközben ásító emberekről készült videókat figyeltek), mint egészséges társaik. Alapvetően kevesebbet ásítottak az ásításos videók, mint a kontroll videók alatt. Ez a kutatás azt az állítást támasztja alá, miszerint a ragályos ásítás összefüggésben áll az empátia képességével.
Ez a jelenség számos főemlősnél is megfigyelhető. Ilyenkor az ásítás egy fenyegető gesztus, a főemlősök társadalmi rendszerének fenntartásának egy módja. Speciális kutatásokat végeztek csimpánzokon és egyes makákó fajokon. Fajtársaik ásításáról mutattak videókat ezen állatok egyes csoportjainak, mindkét faj ásítással reagált. Ez részben igazolja az ásítás “ragályosságát”.
A Discovery Channel egyik műsora az “Állítólag” (Mythbusters) is tesztelte ezt az elgondolást. Bár nem végeztek széles körű kutatást, mégis az a konklúzió keletkezett, hogy az ásítás ragályos.
Gordon G. Gallup, aki azt feltételezi, hogy az ásítás talán az agy hűtésére szolgál; úgy is véli, hogy a “ragályos” ásítás esetleg egy túlélő ösztön, melyet az evolúciós múltunkból örökítettünk át. “ Az emberi evolúciós történelem folyamán, mikor még legyőztek minket a ragadozók és számíthattunk más törzsek támadására is, szükség volt az ásításra (egy ember ásítására ásítás a válasz), hogy a csoport éberebbé váljon, és képes legyen a veszély felderítésére.

## Parkinson-kór
A Parkinson-kórban szenvedő képtelen ásítani, mert nem termelődik neurotranszmitter a szervezetben.

## Az ásítás a kultúrtörténetben
Czuczor Gergely 1862-es szótára szerint az ásítás: „Száját föltátva á-féle hangot hallat, mi rendesen unalomból vagy álmosságból, vagy tunyaságból történik. Mit ásítasz itt? Tégy már valamit.” Az ásít jelentése néha: óhajt, kíván. „Hiába ásítasz rá, nem kapod meg. Ásítanak az agarak, jó vadászat lesz. Ásítoz, mint kutya a túróra.”

### Népi hiedelmekben
- Ásításkor keresztet kell a szánkra vetni, nehogy belénk bújjon a gonosz.
- A ráolvasó a fájdalomtól úgy szabadítja fel a beteget, hogy ásítozik és könnyezik. Az ásítozással a betegről a gyógyítóra száll át a kór.

### Művészetekben
- Franz Xaver Messerschmidt: Karakterfej: Ásító. Szobor, 1777–1781.
- Munkácsy Mihály: Ásító inas. Olajfestmény, 1868-1869.

## Kultúrtörténeti irodalom
- Czuczor Gergely: A magyar nyelv szótára. Pest, 1862
- Bálint Sándor: Hiedelemvilág. Békés Megyei Múzeumok Közleményei 1975
- Grynaeus Tamás: Makó és környéke hagyományos orvoslása. Móra Ferenc Múzeum Évkönyve 2005